# I Want You to Know
I Want You to Know är en sång skriven av Per Gessle, och inspelad av honom på albumet The World According to Gessle från 1997. samt utgiven av honom på singel den 9 september samma år. Den nådde som högst en 48:e plats på den svenska singellistan.

## Listplaceringar
| Lista (1997) | Topplacering |
| ------------ | ------------ |
| Sverige      | 28           |

### Fotnoter
1. ↑  ”The World According to Gessle”. Svensk mediedatabas. 3 mars 1997. http://smdb.kb.se/catalog/id/001514069. Läst 22 juni 2015.
2. ↑  ”I Want You to Know”. Svensk mediedatabas. 3 mars 1997. http://smdb.kb.se/catalog/id/001514674. Läst 22 juni 2015.
3. ↑  ”I Want You to Know”. Per Gessles webbplats. 9 september 1997. http://www.gessle.com/per-gessle-discography/single-per-gessle-discography/i-want-you-to-know-cdm/. Läst 22 juni 2015.
4. ↑  ”I Want You to Know”. Swedishcharts. 3 mars 1997. http://www.swedishcharts.com/showitem.asp?interpret=Per+Gessle&titel=I+Want+You+To+Know&cat=s. Läst 22 juni 2015.